# Хари Белафонте
Хари Белафонте (на английски: Harold George Belafonte, Jr.) е роден през 1927 г. в Ню Йорк.
Той е американски музикант, певец, актьор и борец за граждански права на афроамериканците в Америка. Започва кариерата си като певец в нощни клубове в Ню Йорк, като междувременно взима класове по актьорско майсторство. Записал е много плочи с музика в характерния за островите на Карибско море стил калипсо. Албумът му „Calypso“ (1956 г.) в продължение на 31 седмици държи първото място в Billboard 200 и е първият в историята, продаден в над милион копия. Участвал е в музикални филми.
В началото на XXI в. легендарният музикант, проправил пътя на чернокожите в шоубизнеса, се изявява като безпощаден критик на Джордж Уокър Буш и неговите съветници. Той е член на Демократическата партия. По време на срещата на Белафонте и Дани Глоувър с венецуелския президент Уго Чавес (2006), Белафонте нарича Джордж Уокър Буш „най-големият терорист в света“.